# Liste der Straßen und Plätze in Zaschendorf (Dresden)

Lage der Gemarkung Zaschendorf in Dresden

Die Liste der Straßen und Plätze in Zaschendorf beschreibt das Straßensystem im Dresdner Ortsteil Zaschendorf mit den entsprechenden historischen Bezügen. Aufgeführt sind Straßen, die im Gebiet der Gemarkung Zaschendorf liegen. Kulturdenkmale in der Gemarkung Zaschendorf sind in der Liste der Kulturdenkmale in Zaschendorf aufgeführt.
Zaschendorf ist Teil des statistischen Stadtteils Schönfeld/Schullwitz, der zur Ortschaft Schönfeld-Weißig gehört. Insgesamt gibt es in Zaschendorf sieben benannte Straßen, die in der folgenden Liste aufgeführt sind.

## Legende
Die nachfolgende Tabelle gibt eine Übersicht über die vorhandenen Straßen und Plätze im Ortsteil sowie einige dazugehörige Informationen. Im Einzelnen sind dies:
- Name/Lage: Aktuelle Bezeichnung der Straße oder des Platzes sowie unter ‚Lage‘ ein Koordinatenlink, über den die Straße oder der Platz auf verschiedenen Kartendiensten angezeigt werden kann. Die Geoposition gibt dabei ungefähr die Mitte der Straße an.
- Länge/Maße in Metern: Die in der Übersicht enthaltenen Längenangaben sind nach mathematischen Regeln auf- oder abgerundete Übersichtswerte, die in Google Earth mit dem dortigen Maßstab ermittelt wurden. Sie dienen eher Vergleichszwecken und werden, sofern amtliche Werte bekannt sind, ausgetauscht und gesondert gekennzeichnet. Bei Plätzen sind die Maße in der Form a × b dargestellt. Der Zusatz ‚im Stadtteil‘ bzw. ‚im Ortsteil‘ gibt an, wie lang die Straße innerhalb des Stadt-/Ortsteils ist, sofern sie durch mehrere Stadt-/Ortsteile verläuft.
- Namensherkunft: Ursprung oder Bezug des Namens.
- Jahr der Benennung: Zeitpunkt, zu dem die Straße ihren heute gültigen Namen erhielt (sofern bekannt).
- Anmerkungen: Weitere Informationen bezüglich anliegender Institutionen, der Geschichte der Straße, historischer Bezeichnungen, Baudenkmalen usw.
- Bild: Foto der Straße.

## Straßenverzeichnis
| Name/Lage            | Länge/Maße | Namensherkunft                                           | Jahr der Benennung | Anmerkungen                                                                                                   | Bild                          |
| -------------------- | ---------- | -------------------------------------------------------- | ------------------ | --- | ----------------------------- |
| Am Waldrand Lage     |            | Lage am Waldrand der Dresdner Elbhänge nahe dem Borsberg |                    | |                               |
| Dorfstraße Lage      |            | Dorf Zaschendorf                                         |                    | Zaschendorf entstand als lockeres Platzdorf.                                                                  | Dorfstraße                    |
| Meßweg Lage          |            | Messe in der Kirche                                      |                    | |                               |
| Stangenweg Lage      |            | Stange                                                   |                    | |                               |
| Talblick Lage        |            | Blick ins Dresdner Elbtal                                |                    | |                               |
| Zum Triebenberg Lage |            | Triebenberg                                              |                    | Der Triebenberg, an dessen Hängen die Straße entlangführt, ist mit 384 m ü. NN die höchste Erhebung Dresdens. | Straßenschild Zum Triebenberg |
| Zur Rodelbahn Lage   |            | Rodelbahn                                                |                    | |                               |